# Distrito de Mahbubnagar
Mahbubnagar (en telugú; మహబూబ్ నగర్ జిల్లా, urdu; مہبوب نگر ضلع) es un distrito de India en el estado de Telangana. Código ISO: IN.AP.MA.
Comprende una superficie de 18 432 km².
El centro administrativo es la ciudad de Mahbubnagar.

## Demografía
Según censo 2011 contaba con una población total de 4 042 191 habitantes.